# A Buddenbrook ház

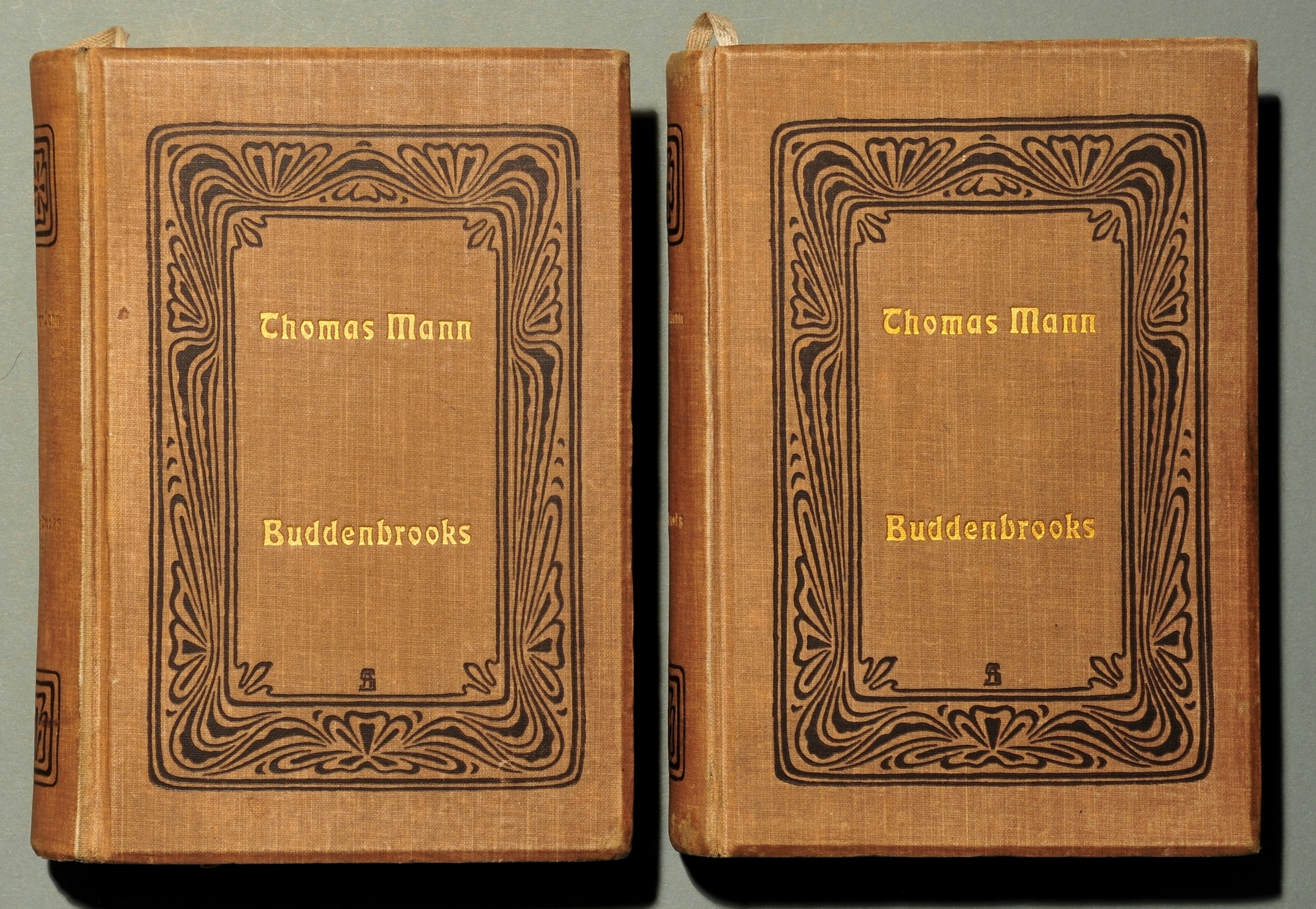
Buddenbrooks 1901

A Buddenbrook ház – Egy család alkonya (Buddenbrooks: Verfall einer Familie) Thomas Mann első, 1901-ben megjelent regénye, amely az írót – a kezdeti hűvösebb fogadtatás után – végül világhírűvé tette, és döntően járult hozzá a Svéd Királyi Akadémia indoklása szerint ahhoz, hogy Mann 1929-ben megkapta az irodalmi Nobel-díjat.
Magyarul először Dick Manó Kiadásában jelent meg a mű, Lányi Viktor fordításában, 1921-ben, majd 2016-ban Györffy Miklós új fordításában, a GABO Kiadónál.

## Cselekménye
A műben a lübecki születésű és fiatalkorát ott töltő Thomas Mann egy ottani – nem létező – család egészében véve szintén fiktív, de valós motívumokból összeállított történetét beszéli el, a rá oly jellemző aprólékossággal és mélységgel. Az alcím (Egy család hanyatlása) már rögtön az elején világossá teszi azt, hogy ezen történet a kis közösség számára egyáltalán nem végződik jól; az olvasó kérdése csak az lehet, mennyiben esik egybe a hanyatlás a nagyobb "közösségek", végső soron a társadalom változásaival, illetve mennyiben van szó éppen ellentétes folyamatokról – mennyire ered a buddenbrooki romlás és elhervadás a város, az ország és a világ esetleges hanyatlásából, s mennyire a személyek életképtelenségéből, az egyedi életrevalótlanságból.
A regény látszólag egyértelmű választ ad: a lübecki Buddenbrook-kereskedőháznak azért kellett tönkremennie, és mind vagyoni, mind személyes tekintetben csődbe jutnia, mert tagjai képtelenek voltak a kor kívánalmainak megfelelni, sőt még arra sem futotta erejükből, hogy az első generáció frissességét, a család befolyását és hatalmát megalapító nagyapa erejét és életkedvét felmutassák, holott a megváltozott viszonyok, a növekvő konkurenciaharc közepette ennél még többre lett volna szükség.

## Társadalmi okok
De hogyan lehet személyes a bukás, ami egy egész családot érint; hogyan értelmezhetjük a hanyatlást, ami a tagokat mind különbözőképpen érinti, s mégis mindannyiuk sorsát összeköti? A regény főszereplőiként szolgáló harmadik generáció tagjai mind másként buknak el: Thomas, a legidősebb, belepusztul az állandó erőfeszítésbe, a konfliktusba, hogy reggeltől estig mást kell csinálnia, mint amit igazán szeretne, miközben ő tudja a legkevésbé, mit is szeretne valójában; Christian, az öccse a kiegyensúlyozatlanságába bolondul bele, a semmittevés, a playboy-lét áldozata lesz; idősebb húguk, Tony (Antonie), a regény legéletképesebb és egyben leggyermekibb figurája, kétszer is szerencsétlenül házasodik, s éppen túlzott makacssága és a megszokott gyermeki biztonsághoz való ragaszkodása teszi alkalmatlanná a felnőtt életre, az azzal járó lemondások elviselésére; a legfiatalabb pedig, Klara, csak azért ment férjhez, hogy aztán férje, a pap karjai között meghalhasson.
A többi szereplővel, a család többi tagjával sem jobb a helyzet: Gerda, Thomas felesége undorodik mindentől, ami a kereskedéssel kapcsolatos, és csak a zenének él; fiuk, Hanno, ha lehet, még kifinomultabb és még életképtelenebb, aki apjától semmit, anyjától viszont mindent örökölt, és maga is zenélni kezd, hogy aztán egy betegség gyermekként elvigye, és így megszakadjon a Buddenbrook-név továbbörökítése.
A regény nem utal a társadalmi folyamatokra ugyan, vagy ha igen, akkor is pusztán más személyeken, más – az élettel jobban megbirkózni képes – családok tagjain keresztül, azonban az olvasó érzi: ennyi szerencsétlenség, ennyi életrevalótlanság nem adódhat pusztán az egyéni rátermettlenségből; itt a régi, arisztokrata, de legalábbis arisztokratább kor szelleme marad alul az új materiális-földhözragadt gondolkodásával szemben; a régié, amely még a kereskedőlétet is egyfajta lovagiasságnak tekintette, mely messzebb látott az egyéni érdeknél, a személyes haszonnál, az újjal szemben, mely már csak az individuumot ismeri, és hallani sem akar magasabb, magasztosabb eszmékről, indítékokról, ösztönzőkről. A nagyapa még lehetett nemes és arisztokrata gondolkodású; Thomas számára ez már egyet jelentene, sőt jelent a halállal, mert a világ közben felfordult, mert más, keményebb és embertelenebb szabályok uralkodnak immár. Ez a Buddenbrookék tragédiája: nem tudnak eléggé kereskedők lenni ahhoz, hogy érvényesülhessenek a kegyetlen versenyben, mégis ameddig tudnak, ragaszkodnak a jóléthez, a befolyáshoz, a köztiszteletben álló család rangjához, az úri léthez. Gyárossá leszel vagy munkássá: ez a gondolkodás nekik idegen, ezzel nem tudnak mit kezdeni; a gyárosléttől éppúgy irtóznak, mint a munkásétól, és így sorsuk nem lehet más, mint a szükségszerű bukás.

## Elbeszélőtechnika
Mann a család hanyatlását számtalan epizódon keresztül mutatja be, időrendben, kronologikusan egymás után állítva azokat, és így elmesélve a 40 év (1835–77) történetét. Hol egy családi lakomán veszünk részt, ahol csak az ételek felhordásának és elfogyasztásának leírása oldalakon keresztül tart, hogy aztán az urak biliárdozni vonuljanak vissza és a város dolgait újabb tucat lapon keresztül kibeszélni; hol egy kirándulás résztvevőiként lehetünk tanúi a már lebukóban lévő főhősök és a feltörekvő Hagenströmök nem kevés irigységgel és kaján kárörömmel kísért találkozásának; hol Tony esküvőjének örülhetünk, hogy aztán láthassuk férje mellett boldogtalanul, elhanyagolva, vele veszekedve és a szülői házba visszavágyva; hol pedig Hanno zeneóráján ülünk benn, fejünket csóválva ilyen életképtelenség láttán, és a világot kárhoztatva, amely többre értékeli a kereskedőlétet a művészinél, amely ebből a gyermekből mindenáron pénzurat kíván faragni, hogy aztán vállalkozása ne végződhessen másképp, mint a túlérzékenység fellázadásával, és a magasabbrendűnek a megváltó betegségbe s halálba való menekülésével.

## Filozófia
A regény legmélyebb mondanivalóval bíró része azon epizód, mikor Thomas, már megtörve és – ha külsőleg nem is láthatóan, hiszen jó kereskedőként nagy gondot fordít megjelenésére, a reprezentálásra – tönkremenve mintegy véletlenül rábukkan egy filozófiai műre, melyet régebben vásárolt, és amelyről aztán elfeledkezett: Arthur Schopenhauer egy könyvére. Thomasra az olvasmányélmény revelációként hat; napokon át kísérti az eszme, az idea, amit egy ideig még nem tud megfogalmazni, hogy aztán egy éjszaka felriadva rádöbbenjen arra, ami kimondatlanul ott dolgozott már benne: van élet a halál után. Fog még létezni; nem bukott el teljesen; ott lesz a fiában, a vállalatában, s ha ezek is elpusztultak, ott lesz a cselekvései eredményében, s ott lesz talán még ennél is elevenebben valahol, valahol máshol, ahol mások az élet feltételei, ahol az embertől nem azt várják el, hogy legyen dörzsölt, hanem valami egészen mást… Az eszme tovaszáll, de a megnyugvás ittmarad; s Thomas Buddenbrook ezentúl nem tesz mást, mint készül a halálra, hogy az aztán egy egyszerű foggyulladás formájában el is érje, és ő vérző szájjal az utcán hasraesve kiszabadulhasson végre az őt kereskedőgúnyába kényszerítő világ karmai közül.

## Művészlét
Thomas Mann műveire szinte kivétel nélkül jellemző a probléma megjelenése: művésznek lenni vagy "rendes polgárnak"; nem szégyen-e a szellemiért szentelni az életet, amikor az semmi hasznot nem hozhat a társadalom szempontjából. Mann a saját nehézségeit igyekszik megírni és kiírni – ahogyan azt persze a legtöbb író teszi – : tőle is azt várták, legyen kereskedő, legyen tisztességes és jó polgár, miközben számára semmi nem volt ennél szürkébb és semmi nem vonzotta kevésbé a Kaufmannsstand-nál, illetve jobban a művészlétnél. A probléma még késői műveiben is megjelenik; a Doktor Faustus szinte kizárólag ennek körüljárásával foglalkozik, és a regény végkicsengése mutatja, Mann még akkor sem tudott kispolgári aggályaitól megszabadulni, még akkor sem tudott a művészlétre úgy tekinteni, mint magasabbrendű életformára, amely – bár fájdalmasan nehezebb és kínzóbb a "kékszeműségnél", mégis – talán az egyedül emberhez méltó létezés.
A Buddenbrook-regény ugyanakkor nem ér véget Thomas halálával, hiszen még fiának, Hannónak is el kell buknia ahhoz, hogy a család csődje immár végérvényes és visszavonhatatlan legyen: így az írás utolsó része a kis Johannal foglalkozik, akit Thomas Mann a legkedvesebb teremtményének nevez, amely vonzalom, sajnos nem minden szempontból szerencsésen hagyta rajta nyomát az elbeszélésen. Hannó és barátja, Kai kapcsolata mindennek nevezhető, csak férfiasnak és a kellő mértékben távolinak nem: a homoszexualitás Mann ezen regényében is megjelenik, és talán éppen ez a kor szellemiségében férfiatlan gyengédség az, mely teljessé teszi, mely talán egyedül teljessé teheti a család romlását, a Buddenbrook-ház magvaszakadtát. A név nem öröklődhetett volna akkor sem, ha Johann felnő; nem a betegség számolta fel tehát a családot, hanem a saját életképtelensége, rosszul felfogott – az erkölcsben kispolgáriságot látó – arisztokratizmusa, a művészit a kifordultban, a fajtalanban kereső magasabbrendűség-érzése, a kékszeműséget, a Hans Hansen-séget a kiegyensúlyozottsággal azonosító, a buta és korlátolt életrevalóságot az egyetlen erőteljes létnek hívő, és így az életerőt eleve polgárinak s megvetendőnek tartó, a katolikus nemesség középkori fenségét ismét felragyogtatni már képtelen, az újat és kispolgárit elfogadni nem tudó és nem akaró, a tagadásba és a mindent-elvetés halotti passzivitásába menekülő dekadenciája.

## Magyarul
- A Buddenbrook-ház. Egy család alkonya, 1-2.; ford. Lányi Viktor; Dick, Bp., 1921
- A Buddenbrook ház. Egy család alkonya; 2. jav. kiad.; ford. Lányi Viktor; Új Magyar Kiadó, Bp., 1955
- A Buddenbrook ház; ford. Györffy Miklós; Gabo, Bp., 2016

## Megfilmesítések
- Buddenbrook-ház (Die Buddenbrooks), (1923) – német némafilm, rendezte: Gerhard Lamprecht
- Buddenbrook-ház (Buddenbrooks), (1959), kétrészes NSZK mozifilm, rendezte: Alfred Weidenmann, szereplők: Liselotte Pulver, Nadja Tiller, Hansjörg Felmy, Hanns Lothar, Lil Dagover és Werner Hinz
- A Buddenbrook- ház (Buddenbrooks), (1979) – német-francia tévé-minisorozat, rendezte: Franz Peter Wirth, szereplők: Carl Raddatz, Volker Kraeft, Reinhild Solf, Marion Kracht, Ruth Leuwerik és Martin Benrath
- A Buddenbrook család (Buddenbrooks), (2008) – német tévéfilm, rendezte: Heinrich Breloer, szereplők: Iris Berben, Armin Mueller-Stahl, Mark Waschke, Raban Bieling, August Diehl és Jessica Schwarz